# Chliaria
Chliaria is een geslacht van vlinders van de familie Lycaenidae.

## Soorten
- C. balua Moulton, 1911
- C. cachara (Moore, 1883)
- C. eltola (Hewitson, 1869)
- C. kina (Hewitson, 1869)
- C. martini Corbet, 1948
- C. minima Druce, 1895
- C. nilgirica (Moore, 1883)
- C. othona (Hewitson, 1865)
- C. pahanga Corbet, 1938
- C. tora (Kheil, 1884)
- C. vanavasa Fruhstorfer, 1909
- C. watsoni Swinhoe, 1911
- C. xenia Smith, 1895